# Абдулла Шаїг
Абдулла Шаїг (азерб. Abdulla Şaiq Mustafa oğlu Talıbzadə; Абдулла Мустафа огли Шаїг (Шаїк), справжнє прізвище Талибзаде; 24 лютого 1881, Тифліс, Російська імперія — 24 липня 1959, Баку, Азербайджанська РСР, СРСР) — азербайджанський поет, прозаїк, драматург, перекладач та педагог, заслужений діяч мистецтв Азербайджанської РСР (1941). Депутат Верховної Ради СРСР 2-го і 4-го скликань.

## Життєпис
Абдулла Шаїг народився 24 лютого 1881 року в Тифлісі в родині духовної особи. Початкову освіту здобув у тифліській міській школі. Після школи Абдулла Шаїг зі сім'єю переїхав до Хорасана (Іран). У Хорасані він продовжив освіту. За цей час Шаїг вивчив перську та арабську мови, східні літератури. Проживши в Ірані близько восьми років, Абдулла Шаїг повертається до Тифліса і через деякий час разом з родиною переїжджає до Баку.

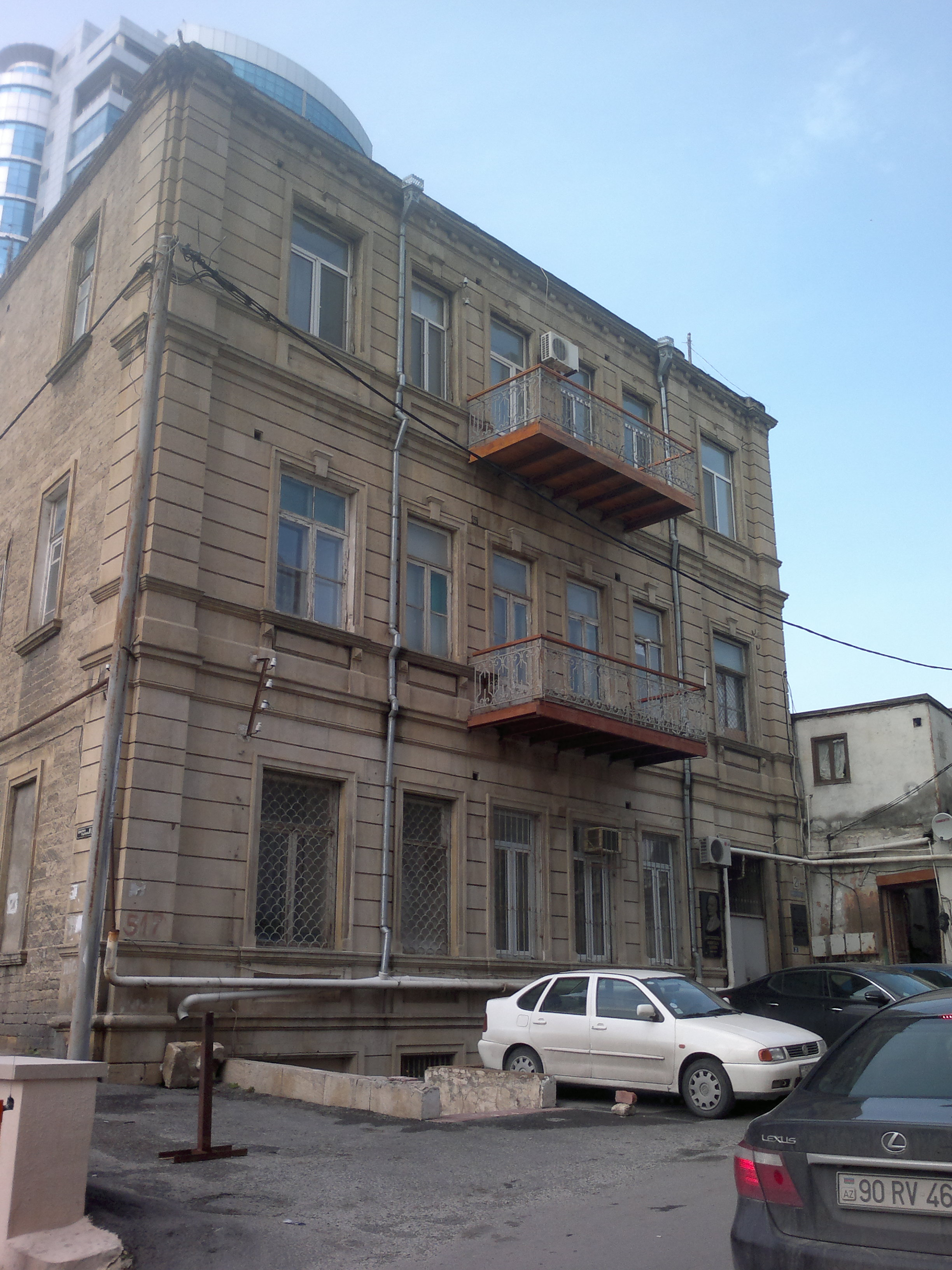
Будинок у Баку, в якому жив Шаїг (нині тут — квартира-музей поета)

Переїхавши до Баку, він самостійно вивчив російську мову і склав іспит на посаду вчителя російсько-азербайджанських шкіл. Педагогічну діяльність А. Шаїг поєднував з літературною творчістю. В ранньому періоді творчості Абдулла Шаїг створював оповідання і вірші, що відображали життя робітників і селян. У його оповіданні «Лист не дійшов» йдеться про безпросвітне життя бакинського робітника, який приїхав на заробітки з Ірану до Баку і загинув у нафтовому колодязі господаря.
Шаїг відомий і як перший дитячий письменник в Азербайджані. Його віршовані казки («Тик-тик ханум», «Хороший друг», «Колобок»), п'єси («Гарна весна», «Чабан» та ін.) були і є улюбленими творами азербайджанських школярів.
Друкуватися він почав від 1906 року. В цей час написано п'єси, оповідання, вірші та поеми. На початку 20-х років XX століття Шаїг викладає в школах, пише вірші й оповідання, друкує п'єсу «Ільдрим» («Блискавка»). В ці ж роки він завершує нову п'єсу «Ошукані зірки» за однойменною повістю М. Ф. Ахундова. Пізніше Абдулла Шаїг створює свої відомі поеми «Гоч-Полад», «Дід Тапдиг», «Праця і краса» та інші.
Його твори — оповідання про побут і звичаї людей, роман «Араз», дитячі казки, драма «Нушабе» відображали реальну епоху. У перекладах Шаїга чітко проглядаються перші, але сміливі спроби перекладів Гасаналіага-хана Карадагського:
|  | Інтерес Шаїга до поезії, літератури з'явився в семирічному віці, коли він став вчитися в тифліській школі. Він запам'ятовував вірші азербайджанською, російською та перською мовами. Першим його підручником став „Ветен ділі[ru]“, в який були включені байки І. А. Крилова в перекладі Гасаналіага-хана Гарадагського (Гарадагі). |

Починаючи від 1938 року, на сцені Театру юного глядача з успіхом йшли п'єси Абдулли Шаїга «Хасай», «Ель-огли» та інші. Того ж року видано книгу Абдулли Шаїга, в яку включено переклади 97 байок Крилова. 1946 року на сцені Азербайджанського драматичного театру поставлено п'єсу Абдулли Шаїга «Нушабе».
Твори Абдулли Шаїга неодноразово видавалися азербайджанською мовою, перекладалися російською, грузинською, узбецькою та іншими мовами. Сам він теж багато перекладав азербайджанською твори Нізамі Гянджеві, Фірдоусі, Сааді, Румі, Шекспіра, Свіфта, Дефо, Крилова, Пушкіна, Лермонтова, Некрасова, Чехова, Горького та інших.
Помер Абдулла Шаїг 24 липня 1959 року у віці 78 років у Баку.
Створений 1931 року Азербайджанський державний ляльковий театр від 1974 року носить його ім'я. 1990 року в Баку відкрився будинок-музей Абдулли Шаїга. Музей розташований в одній з квартир будинку, де свого часу жив поет-драматург і його сім'я.

## Нагороди
- Орден Трудового Червоного Прапора (24.02.1956)

## Пам'ять
- 1990 року в Баку створено будинок-музей Абдулли Шаїга.
- Азербайджанський державний театр ляльок імені А. Шаїга.